# 鴞熊
鴞熊（Owlbear）或稱梟熊，是一種由鴞與熊結合而成的虛構生物，出現在奇幻遊戲龍與地下城中，創作人是加里·吉蓋克斯，之後在其他遊戲中也有出現，如天堂、無盡的任務2、魔獸爭霸系列等等。